# 하타나카 겐지

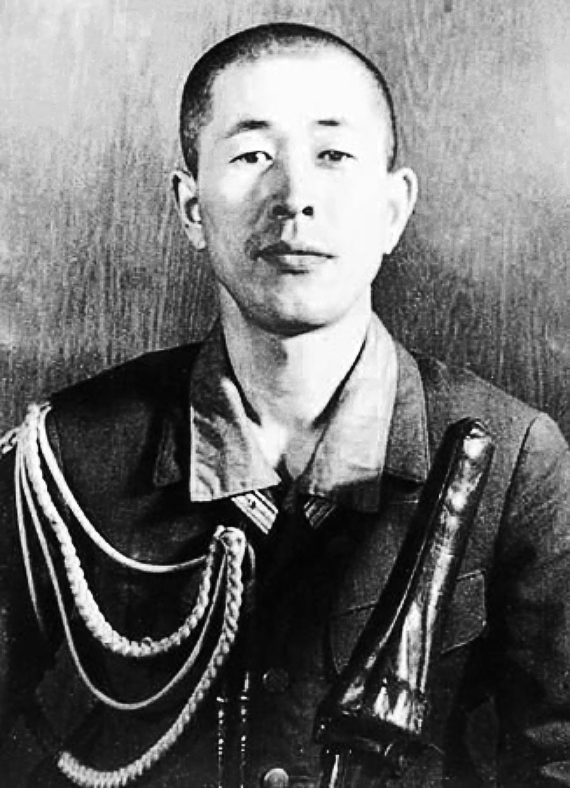
하타나카 겐지

하타나카 겐지(畑中健二, 1912년 3월 28일 ~ 1945년 8월 15일)는 제2차 세계 대전 말기 일본 육군성 (陸軍省) 군무국의 군인이다. 천황 히로히토의 항복 연설을 막기 위한 고쿄 포위 음모의 주모자 중 한 명이었다. 비록 쿠데타는 실패했으나, 쿠데타가 성공했다면, 전쟁이 길어졌을지도 모른다는 주장도 있다. 쿠데타 실패 후 자살로 생을 마감하였다.

## 같이 보기
- 일본의 항복